# Torneio Mundial Aberto de xadrez
O Torneio Mundial Aberto de xadrez é um torneio aberto de xadrez que acontece anualmente. Boa parte de suas edições aconteceram na Filadélfia e outras em Nova York. A primeira edição do evento foi um enorme sucesso. Jogado em Nova York, em 1973 com 732 participantes, o vencedor foi o Walter Browne.
O torneio é dividido em seções diferentes, geralmente entre 100 e 200 jogadores na seção superior. A edição de 1986 teve 1507 participantes, um recorde mundial para um torneio de xadrez. A edição de 2009 teve 1350 jogadores divididos em nove seções. O total arrecadado foi de US$250,000 (o prêmio para o primeiro da seção superior foi de US$15,200). Acontece geralmente na primeira semana de julho, às vezes, começando no final de junho. Todas as edições foram organizadas pela Associação Continental de Xadrez.

## Ganhadores
Todos os jogadores que terminaram em primeiro são listados; os vencedores depois de tie-breaks estão em negrito.
| #  | Ano  | Local                  | Vencedor | Pontuação |
| -- | ---- | ---------------------- | --- | --------- |
| 1  | 1973 | Nova Iorque            | Walter Browne (Estados Unidos) | 9/10      |
| 2  | 1974 | Nova Iorque            | Bent Larsen (Dinamarca) | 8½/9      |
| 3  | 1975 | Nova Iorque            | Pal Benko (Estados Unidos) · Alan Trefler (Estados Unidos) | 8/9       |
| 4  | 1976 | Nova Iorque            | Anatoly Lein · Bernard Zuckerman (Estados Unidos) | 8/9       |
| 5  | 1977 | Filadélfia             | John Fedorowicz (Estados Unidos) · Ron Henley (Estados Unidos) | 8/9       |
| 6  | 1978 | Filadélfia             | Peter Biyiasas (Canadá) · Florin Gheorghiu (Romênia) · Bernard Zuckerman (Estados Unidos) · Heikki Westerinen (Finlândia) · Yasser Seirawan (Estados Unidos) · Javier Lozano Sanz (Espanha) · Inguar Asmundsson (Islândia) | 7½/9      |
| 7  | 1979 | Filadélfia             | Haukur Angantysson (Islândia) · Tony Miles (Inglaterra) · Florin Gheorghiu (Romênia) · Walter Browne (Estados Unidos) · Arthur Bisguier (Estados Unidos) · Bernard Zuckerman (Estados Unidos) · John Fedorowicz (Estados Unidos)                                                                                                  | 8/10      |
| 8  | 1980 | Filadélfia             | Larry Christiansen (Estados Unidos) · Roman Dzindzichashvili (Estados Unidos) · Florin Gheorghiu (Romênia) · Tony Miles (Inglaterra) · Lawrence Day (Canadá) | 7½/9      |
| 9  | 1981 | New Paltz, Nova Iorque | Igor Ivanov (Canadá) · Dmitry Gurevich (Estados Unidos) · Joel Benjamin (Estados Unidos) · Michael Rohde (Estados Unidos) | 7½/9      |
| 10 | 1982 | Filadélfia             | Nick de Firmian (Estados Unidos) · John Fedorowicz (Estados Unidos) · Dmitry Gurevich (Estados Unidos) · Eugene Meyer (Estados Unidos) | 6/8       |
| 11 | 1983 | Nova Iorque            | Kevin Spraggett (Canadá) · Miguel Quinteros (Argentina) · Kamran Shirazi (Irã) · Leonid Bass (Estados Unidos) · Vitaly Zaltsman (Estados Unidos) | 7/8       |
| 12 | 1984 | Vale Forge             | Joel Benjamin (Estados Unidos) | 7/9       |
| 13 | 1985 | Filadélfia             | Maxim Dlugy (Estados Unidos) · Dmitry Gurevich (Estados Unidos) · Yehuda Gruenfeld (Israel) | 7/9       |
| 14 | 1986 | Filadélfia             | Nick de Firmian (Estados Unidos) | 7½/9      |
| 15 | 1987 | Filadélfia             | Boris Gulko (Estados Unidos) · Tony Miles (Inglaterra) | 8/10      |
| 16 | 1988 | Filadélfia             | Maxim Dlugy (Estados Unidos) | 9/11      |
| 17 | 1989 | Filadélfia             | Mikhail Gurevich · Alexander Chernin · Michael Rohde (Estados Unidos) · Walter Browne (Estados Unidos) · Lev Alburt (Estados Unidos) · Larry Christiansen (Estados Unidos) · John Fedorowicz (Estados Unidos) · Alexander Ivanov (Estados Unidos) · Gildardo Garcia (Colômbia) · Vladimir Epishin                                 | 7½/9      |
| 18 | 1990 | Filadélfia             | Igor Glek | 7½/9      |
| 19 | 1991 | Filadélfia             | Gata Kamsky (Estados Unidos) · Alex Yermolinsky (Estados Unidos) · Jóhann Hjartarson (Islândia) · Semon Palatnik | 7½/9      |
| 20 | 1992 | Filadélfia             | Grigory Kaidanov (Rússia) | 8/9       |
| 21 | 1993 | Filadélfia             | Alex Yermolinsky (Estados Unidos) | 7½/9      |
| 22 | 1994 | Filadélfia             | Artashes Minasian (Armênia) · Loek van Wely (Países baixos) | 7,5/9     |
| 23 | 1995 | Filadélfia             | Alex Yermolinsky (Estados Unidos) | 8/9       |
| 24 | 1996 | Filadélfia             | Alex Yermolinsky (Estados Unidos) · Alexander Goldin (Rússia) | 7½/9      |
| 25 | 1997 | Filadélfia             | Alexander Shabalov (Estados Unidos) | 8/9       |
| 26 | 1998 | Filadélfia             | Alexander Goldin (Rússia) | 8½/9      |
| 27 | 1999 | Filadélfia             | Gregory Serper (Estados Unidos) · Boris Gulko (Estados Unidos) · Alex Yermolinsky (Estados Unidos) · Joel Benjamin (Estados Unidos) · Vladimir Akopian (Armênia) · Jaan Ehlvest (Estônia) · Igor Novikov (Ucrânia) · Georgy Timoshenko (Ucrânia) · Alexander Shabalov (Estados Unidos) · Alexander Fishbein (Estados Unidos)      | 7/9       |
| 28 | 2000 | Filadélfia             | Joel Benjamin (Estados Unidos) · Jaan Ehlvest (Estônia) · Alexander Goldin (Israel) · Gregory Serper (Estados Unidos) · Alexander Ivanov (Estados Unidos) · John Fedorowicz (Estados Unidos) · Pavel Blatny (República Tcheca) · Sergey Kudrin (Estados Unidos)                                                                   | 7/9       |
| 29 | 2001 | Filadélfia             | Alexander Goldin (Estados Unidos) · Ilya Smirin (Israel) · Alexander Onischuk (Ucrânia) · Leonid Yudasin (Israel) · Predefinição:Country data Bielorússia · Joel Benjamin (Estados Unidos) · Alexander Ivanov (Estados Unidos) | 7/9       |
| 30 | 2002 | Filadélfia             | Kamil Mitoń (Polônia) · Ilya Smirin (Israel) · Alexander Onischuk (Estados Unidos) · Artur Yusupov (Alemanha) · Jaan Ehlvest (Estônia) · Aleksander Wojtkiewicz (Polônia) · Benjamin Finegold (Estados Unidos) · Jonathan Rowson (Escócia) · Varuzhan Akobian (Estados Unidos)                                                    | 7/9       |
| 31 | 2003 | Filadélfia             | Jaan Ehlvest (Estônia) · Ilya Smirin (Israel) · Alexander Onischuk (Estados Unidos) · Alexander Shabalov (Estados Unidos) · Aleksander Wojtkiewicz (Estados Unidos) · Nazar Firman (Ucrânia) · Alexander Goldin (Estados Unidos) · Gennadi Zaichik (Estados Unidos) · Babakuly Annakov (Estados Unidos) · Leonid Yudasin (Israel) | 7/9       |
| 32 | 2004 | Filadélfia             | Varuzhan Akobian (Estados Unidos) | 7½/9      |
| 33 | 2005 | Filadélfia             | Kamil Mitoń (Polônia) · Magesh Panchanathan (Índia) | 7½/9      |
| 34 | 2006 | Filadélfia             | Gata Kamsky (Estados Unidos) · Vadim Milov (Switzerland) · Ildar Ibragimov (Estados Unidos) · Jaan Ehlvest (Estados Unidos) · Leonid Yudasin (Israel) · Alexander Ivanov (Estados Unidos) · Giorgi Kacheishvili (Geórgia) · Joel Benjamin (Estados Unidos) · Aleksander Wojtkiewicz (Estados Unidos)                              | 7/9       |
| 35 | 2007 | Vale Forge             | Varuzhan Akobian (Estados Unidos) · Alexander Stripunsky (Estados Unidos) · Hikaru Nakamura (Estados Unidos) · Chanda Sandipan (Índia) · Leonid Yudasin (Israel) · Evgeny Najer (Rússia) · Victor Mikhalevski (Israel) · Alexander Shabalov (Estados Unidos) · Julio Becerra (Estados Unidos)                                     | 7/9       |
| 36 | 2008 | Filadélfia             | Evgeny Najer (Rússia) · Parimarjan Negi (Índia) · Ľubomír Ftáčnik (Eslováquia) · Alexander Moiseenko (Ucrânia) | 7/9       |
| 37 | 2009 | Filadélfia             | Evgeny Najer (Rússia) · Hikaru Nakamura (Estados Unidos) | 7/9       |
| 38 | 2010 | Vale Forge             | Viktor Láznička (República Tcheca) | 7½/9      |
| 39 | 2011 | Filadélfia             | Gata Kamsky (Estados Unidos) · Michael Adams (Inglaterra) | 7/9       |
| 40 | 2012 | Filadélfia             | Ivan Sokolov (Países baixos) · Alexander Shabalov (Estados Unidos) | 7/9       |
| 41 | 2013 | Arlington              | Varuzhan Akobian (Estados Unidos) · Yuniesky Quesada Perez (Cuba) · Lázaro Bruzón (Cuba) · Viktor Láznička (República Tcheca) · Sergey Erenburg (Estados Unidos) · Tamaz Gelashvili (Geórgia) · Parimarjan Negi (Índia) · Alejandro Ramirez (Estados Unidos) · Yury Shulman (Estados Unidos) · Conrad Holt (Estados Unidos)       | 6½/9      |
| 42 | 2014 | Arlington              | Ilya Smirin (Israel) · Illya Nyzhnyk (Ucrânia) · Conrad Holt (Estados Unidos) | 7/9       |
| 43 | 2015 | Arlington              | Aleksandr Lenderman (Estados Unidos) · Rauf Mamedov (Azerbaijão) · Ilya Smirin (Israel) · Alexander Ipatov (Turquia) · Ehsan Ghaem Maghami (Irã) · Illya Nyzhnyk (Ucrânia) · Romain Edouard (França) · Axel Bachmann (Paraguai)                                                                                                   | 7/9       |
| 44 | 2016 | Filadélfia             | Gabor Papp Viktor Bologan Tamaz Geliashvili Gil Popilski Aleksandr Shimanov Vasif Durarbayli Illya Nyzhnyk | 7/9       |